# 馬加麗塔 (玻利瓦省)
馬加麗塔是哥倫比亞的城鎮，位於該國北部，由玻利瓦省負責管轄，始建於1882年，面積263平方公里，海拔高度25米，主要經濟活動是農業，2005年人口9,368。
9°05′N 74°12′W / 9.083°N 74.200°W